# The Brunswick News
The Brunswick News, con sede en Brunswick (Georgia), Estados Unidos, es un periódico diario del sureste de Georgia. Fue fundada por los hermanos C. H. Leavy y L. J. Leavy y comenzó a publicarse en 1902. El periódico sigue siendo propiedad familiar y se publica de lunes a sábado. Brunswick News Publishing Co. también publica las revistas Coastal Illustrated y Golden Isles.
Además de historias locales, contiene más noticias internacionales que otros periódicos locales y su fuente es el cable de Associated Press.
A partir del 1 de enero de 2024, The Brunswick News suspenderá la publicación de su edición impresa del lunes. El nuevo horario de impresión será de martes a sábado.